# Panchiko
 (août 2023).
Panchiko est un groupe de rock indépendant britannique originaire de Nottingham, en Angleterre. Formé entre 1997 et 1998, il se composait à l'origine du chanteur et guitariste principal Owain Davies, du guitariste/claviériste Andrew « Andy » Wright, du bassiste Shaun Ferreday et d'un batteur nommé John. Un an après la renaissance de Panchiko en 2020, le groupe a été rejoint par deux nouveaux membres, le guitariste Robert « Rob » Harris et John Schofield, qui ont remplacé leur batteur d'origine.
Le groupe attire l'attention du public en 2016 lorsqu'un utilisateur de 4chan découvre dans un magasin d'occasion "Oxfam" de Nottingham leur EP D>E>A>T>H>M>E>T>A>L sorti en 2000, et le partage en ligne. L'EP acquiert le statut de Lostwave et engendre une communauté de fan qui s'est alors consacrée à la recherche des membres du groupe. Cela dure jusqu'en 2020, lorsque Davies est retrouvé et contacté par un fan via Facebook.
Panchiko a depuis sorti deux albums de compilation remastérisant leurs anciennes musiques : une réédition de D>E>A>T>H>M>E>T>A>L combinant leurs deux premiers EP (D>E>A>T>H>M>E>T>A>L et Kicking Cars) et Ferric Oxide (Demos 1997-2001). En décembre 2021, le groupe a donné son premier concert depuis plus de vingt ans dans leur ville natale de Nottingham. Ensuite, ils ont entamé leur première tournée aux États-Unis. En novembre 2021, ils ont accumulé plus de 10 millions de streams sur Spotify. En avril 2025, ils comptaient plus de 1,5 million d’auditeurs mensuels,.
Le premier album du groupe, Failed at Math(s), sort le 5 mai 2023, suivi de leur deuxième tournée complète aux États-Unis.

## Discographie

### Albums studio
- 2023 - Failed at Math(s) (Ditto Music)
- 2025 - Ginkgo (Nettwerk)

### Compilations
- 2020 - D>E>A>T>H>M>E>T>A>L (Autoproduction)
- 2020 - Ferric Oxide (Démos 1997-2001) (Autoproduction)